# تی‌ان‌تی (مجموعه نمایش خانگی)
تی‌اِن‌تی یک مجموعهٔ رسانه خانگی ایرانی در ژانر مسابقه و رئالیتی‌شو محصول سال ۱۴۰۲ به کارگردانی حامد آهنگی و به تهیه‌کنندگی محمدرضا رضاییان است. پخش این مسابقه از سه‌شنبه ۱ فروردین ۱۴۰۲ در پلتفرم فیلیمو آغاز شد و در ۳ مهر ۱۴۰۲ به پایان رسید.

## ویژه برنامهٔ نوروزی
ویژه برنامه نوروزی تی‌اِن‌تی که ۲ قسمت آن در ۱ و ۲ فروردین ۱۴۰۲ به صورت رایگان در پلتفرم فیلیمو پخش شد.
| قسمت | تاریخ پخش      | مهمانان     | مهمانان     | مهمانان         | مهمانان    | مهمانان       | مهمانان       | منبع  |
| ---- | -------------- | ----------- | ----------- | --------------- | ---------- | ------------- | ------------- | ----- |
| ۱    | ۱ فروردین ۱۴۰۲ | جواد یساری  | امید حاجیلی | علیرضا بیرانوند | نیما رئیسی | سعید فتحی‌روشن | سعید فتحی‌روشن | [ ۵ ] |
| ۲    | ۲ فروردین ۱۴۰۲ | یوسف تیموری | امید حاجیلی | عباس جمشیدی‌فر   | نیما رئیسی | مسعود صادقلو  | مریم مومن     | [ ۶ ] |

## سایر قسمت‌ها
| قسمت | تاریخ پخش        | شرکت‌کنندگان                                               | منبع   |
| ---- | ---------------- | --------------------------------------------------------- | ------ |
| ۱    | ۷ فروردین ۱۴۰۲   | –                                                         |        |
| ۲    | ۱۴ فروردین ۱۴۰۲  | –                                                         |        |
| ۳    | ۲۸ فروردین ۱۴۰۲  | –                                                         |        |
| ۴    | ۴ اردیبهشت ۱۴۰۲  | –                                                         |        |
| ۵    | ۱۱ اردیبهشت ۱۴۰۲ | –                                                         |        |
| ۶    | ۱۸ اردیبهشت ۱۴۰۲ | یوسف صیادی و مهران غفوریان                                | [ ۷ ]  |
| ۷    | ۲۵ اردیبهشت ۱۴۰۲ | بهرنگ علوی و بیژن بنفشه‌خواه                               | [ ۸ ]  |
| ۸    | ۱ خرداد ۱۴۰۲     | مریم مؤمن و متین ستوده                                    |        |
| ۹    | ۸ خرداد ۱۴۰۲     | شهرام قائدی و سیدجواد هاشمی                               |        |
| ۱۰   | ۲۲ خرداد ۱۴۰۲    | –                                                         |        |
| ۱۱   | ۳۰ خرداد ۱۴۰۲    | صحرا اسدالهی و شیدا یوسفی                                 |        |
| ۱۲   | ۶ تیر ۱۴۰۲       | جواد خواجوی و مجتبی شفیعی                                 | [ ۹ ]  |
| ۱۳   | ۱۲ تیر ۱۴۰۲      | علیرضا استادی و هومن برق‌نورد                              |        |
| ۱۴   | ۱۹ تیر ۱۴۰۲      | کامران تفتی و محمد نادری                                  |        |
| ۱۵   | ۲۶ تیر ۱۴۰۲      | سیاوش چراغی‌پور و سیروس میمنت                              |        |
| ۱۶   | ۱۶ مرداد ۱۴۰۲    | –                                                         |        |
| ۱۷   | ۲۳ مرداد ۱۴۰۲    | حمید گودرزی و میرطاهر مظلومی                              |        |
| ۱۸   | ۳۰ مرداد ۱۴۰۲    | آشا محرابی و سوسن پرور                                    | [ ۱۰ ] |
| ۱۹   | ۶ شهریور ۱۴۰۲    | –                                                         |        |
| ۲۰   | ۱۳ شهریور ۱۴۰۲   | سپند امیرسلیمانی و کمند امیرسلیمانی                       | [ ۱۱ ] |
| ۲۱   | ۲۰ شهریور ۱۴۰۲   | امیر کاظمی و عبدالله روا                                  |        |
| ۲۲   | ۲۷ شهریور ۱۴۰۲   | مرجانه گلچین و نعیمه نظام‌دوست                             | [ ۱۲ ] |
| ۲۳   | ۳ مهر ۱۴۰۲       | داریوش فرضیایی و محمدرضا هدایتی محیا دهقانی و سمیرا حسینی |        |

## بازخورد
تی‌اِن‌تی عنوان مسابقه ترکیبی جُنگ‌مانندی است که پخش آن از ۱ فروردین ۱۴۰۲ آغاز شد و بعد از تعطیلات نوروز، هر دوشنبه ساعت ۸ صبح از پلتفرم فیلیمو پخش می‌شد. این برنامه ترکیبی شاد، در اصل یک مسابقه سرگرم‌کننده است که با نگاهی به آیتم‌های مختلف مسابقه‌های مشهور دنیا طراحی و ساخته شده است. همچنین در پی استقبال مخاطبان، دو قسمت این ویژه برنامه نوروزی از روز ۹ فروردین به صورت رایگان در اختیار عموم مردم قرار گرفت. و از پلتفرم فیلیمو پخش شد.
در این مسابقه، اتفاقات هیجان‌انگیز در هر لحظه برای شرکت‌کنندگان رخ می‌دهد و حامد آهنگی که مجری این برنامه است، فضایی سرگرم‌کننده و بانشاطی را برای مخاطبان و شرکت‌کنندگان می‌سازد. در واقع حضار این برنامه جزء شرکت‌کنندگانی هستند که هر بار با اتفاقی جدید و جذاب مواجه می‌شوند. قسمت پایانی این مسابقه، دوشنبه ۳ مهر ۱۴۰۲ از پلتفرم فیلیمو پخش شد.